# Biserica de lemn din Câmpulung Moldovenesc
Biserica de lemn „Nașterea Maicii Domnului” din Câmpulung Moldovenesc, cunoscută și ca Biserica de lemn din Capu Satului, este un lăcaș de cult ortodox construit în perioada 1855-1858 în cartierul Capu Satului aflat în partea de est a municipiului Câmpulung Moldovenesc din județul Suceava. Edificiul religios se află localizat pe Strada Vasile Cârlova, fiind înconjurat de cimitirul cartierului Capu Satului, și are hramul Nașterea Maicii Domnului, sărbătorit la data de 8 septembrie. Anterior, pe locul actualei biserici s-a aflat o altă biserică de lemn, cu același hram, care a fost construită în anul 1751.
Biserica de lemn din Câmpulung Moldovenesc nu a fost inclusă pe Lista monumentelor istorice din județul Suceava.

## Istoric
Primele case au fost construite în partea de est a orașului actual Câmpulung Moldovenesc, în zona numită Valea Caselor. După cum consemna preotul Vasile Mândrilă, paroh al Bisericii „Nașterea Maicii Domnului” (1793-1816), în condicile matriciale de la 1802, această zonă era vatra Câmpulungului Moldovenesc, ea fiind cunoscută astăzi sub denumirea de Capu Satului.

### Prima biserică
Prima biserică din această zonă a fost construită în anul 1751, din inițiativa preotului Petre Șandru, împreună cu vornicul Nicolae Cogălniceanu și cu Grigore Piticar, pe un teren donat de epitropul Vasile Hurghiș. Acest lăcaș de cult era din lemn și avea dimensiuni mici, iar hramul bisericii era „Nașterea Maicii Domnului”. Biserica este atestată pentru prima dată în diata (testamentul) lui Ion Flam din 1752 prin care acesta își lăsa averea copiilor săi. În acel document se consemnează că unul dintre copii, cu numele de Vasile, moștenea o jirebie (o fâșie îngustă de pământ) de la biserică la deal, spre Bodea.
Cronicile parohiei atestă ca slujitori ai acestei biserici pe următorii preoți:
- Petre Hasnăș – paroh în jurul anului 1786;
- Ștefan Mândrilă – paroh până după 1789;
- Vasile Mândrilă – paroh din 1793 până la 13 iulie 1816; a păstorit aici până la moarte;
- Simion Mândrilă – paroh între anii 1816 și 1844; era fratele preotului Vasile Mândrilă, a păstorit și el până la moarte;
- în perioada 1844-1847 au funcționat ca administratori preoții Ioan Mândrilă – fiul preotului Simion Mândrilă, administratorul bisericii din Zaharești, Gheorghe Cocinschi – preot la Biserica „Nașterea Mântuitorului” din Câmpulung, Ion Dașchevici – parohul Bisericii „Sfântul Nicolae” din Câmpulung și Gheorghe Ciupercovici – parohul Bisericii „Adormirea Maicii Domnului” din Câmpulung;
- Vasile Popescul – administrator din decembrie 1847 până în decembrie 1848; a fost transferat apoi ca paroh la Gura Sadovei;
- Gheorghe Ciupercovici – administrator din ianuarie 1849 până în decembrie 1854; a funcționat în paralel și ca paroh al Bisericii „Adormirea Maicii Domnului” din Câmpulung.

Ca urmare a creșterii populației, mica biserică de lemn a devenit neîncăpătoare și atunci obștea a hotărât să construiască o biserică mai mare, iar biserica veche să se desfacă și să se dăruiască comunității ortodoxe din Bucșoaia. Astfel, la 18 mai 1855, după săvârșirea unei liturghii de către parohul Teodor Ianovici, cu participarea majorității enoriașilor, vechea biserică a fost desfăcută și strămutată.

### Biserica actuală
Construirea noii biserici de lemn din Capu Satului se leagă de numele preotului Teodor Ianovici, care fusese numit ca administrator parohial la 23 decembrie 1854. Acesta era originar din Cozmeni (Coțmani), unde se născuse în 1825.
Noua biserică a fost ridicată pe locul celei vechi în perioada 1855-1857. Ea a fost construită tot din lemn și era mai încăpătoarea decât cea veche. O contribuție importantă la construirea acestei biserici a avut-o Ioniță Dominte Șalvariu din Fundu Moldovei, acesta fiind considerat ctitor atât în decretul de sfințire din 1858, cât și în Șematismul Arhiepiscopiei Cernăuților din 1908. Pe lângă acesta, au contribuit în măsură mai mică și enoriașii Parohiei „Nașterea Maicii Domnului”. Printre aceștia, s-a remarcat enoriașul Elie Popescu-Dorneanul și soția sa, Paraschiva, care au donat policandrul cel mare, o clopotniță de lemn și 300 de florini.
Biserica a fost sfințită la 5 mai 1858, de sărbătoarea Sf. Mucenițe Irina, de către arhimandritul Artemon Bortnic, starețul Mănăstirii Putna și trimis al episcopului Eugenie Hacman al Bucovinei. În decretul de sfințire este menționat Ioniță Dominte Șalvariu drept ctitor al lăcașului de cult, fiind evidențiată și activitatea unor parohieni.
În timpul păstoririi preotului Nicolai Prodanciuc (1868-1900) s-a construit o casă parohială pe un teren cumpărat de la Paraschiva, văduva lui Vasile Tiță Corlățan, s-au efectuat reparații ale bisericii, s-au acoperit din nou cu draniță biserica și clopotnița (în 1880) și s-a înzestrat parohia cu mai multe terenuri (unele cumpărate și altele donate de credincioși).

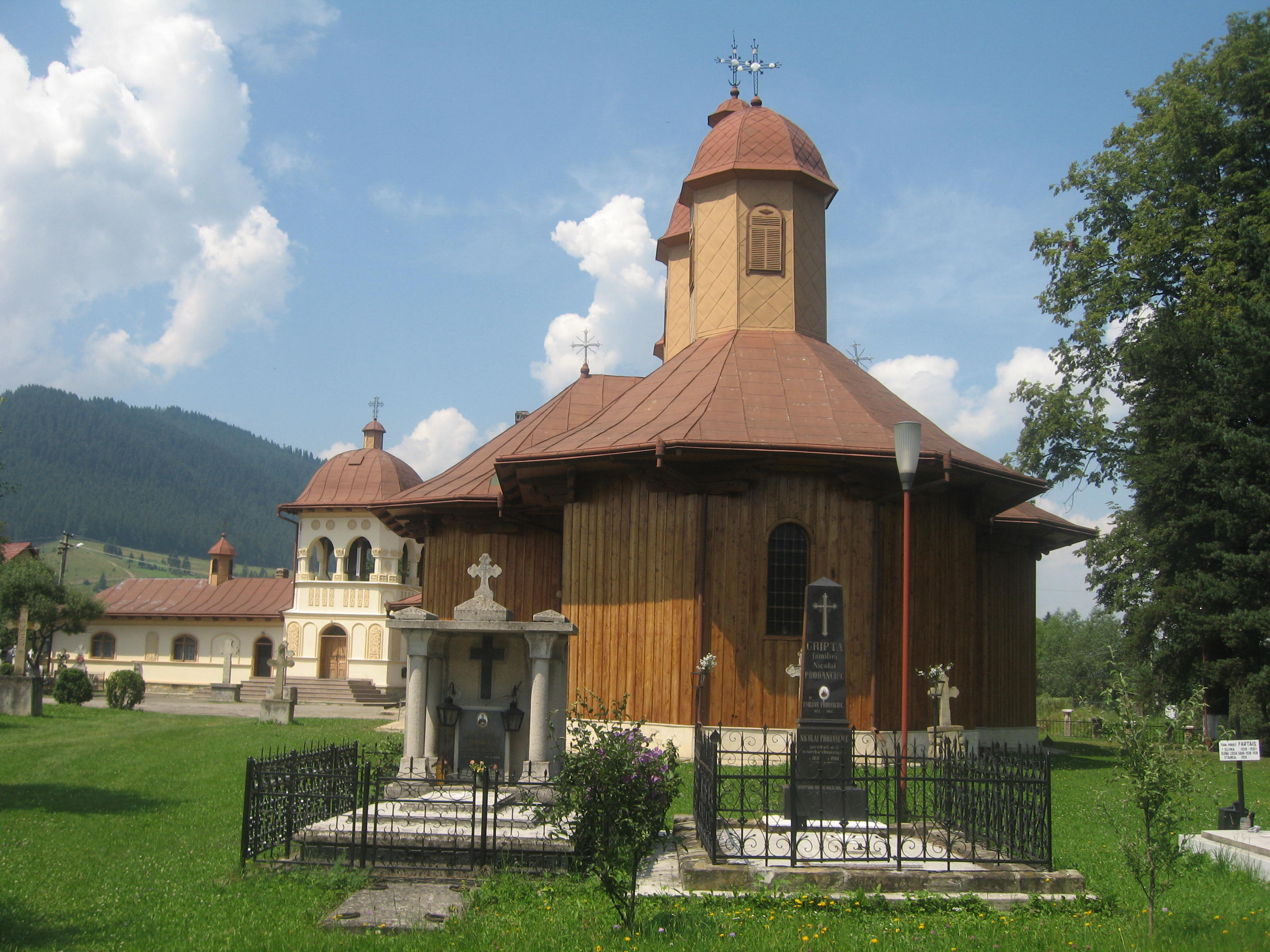
Biserica de lemn „Nașterea Maicii Domnului” din Câmpulung Moldovenesc văzută dinspre est

Parohul dr. Gheorghe Luția (1901-1933) s-a implicat puternic în viața comunității păstorite:
- a fost membru în Consiliul Comunal;
- la inițiativa sa, s-a inaugurat prima Bancă Raiffeisiană la Câmpulung (21 aprilie 1903), al cărei prim director a fost, iar trezorier a fost cantorul bisericii;
- a prezidat o mare adunare populară în anul 1905 în care s-a solicitat inaugurarea unui gimnaziu românesc la Câmpulung, lucru realizat la 27 septembrie 1907;
- a înființat un cor bărbătesc în 1910 condus de cantorul suplinitor Vasile Grigore-Coca;
- a înființat în 1910 Societatea „Păunașul Codrilor” care urmărea promovarea unui trai moral al credincioșilor parohiei (creșterea sentimentelor patriotice, promovarea unui trai chivernisit, îmbrățișarea de meșteșuguri, promovarea cumpătării în consumarea vinului și a abținerii de la consumul băuturilor alcoolice tari etc.);
- biserica de lemn din Câmpulung a fost reparată în 1926.[6]

După cum se precizează în „Anuarul Mitropoliei Bucovinei pe anul 1937”, Biserica din Capul Satului avea o casă parohială de cărămidă, o sesie parohială de 12 hectare, o sesie a cântărețului de 3 hectare și o sesie a ponomarului de 1 hectar. Parohia avea în îngrijire spirituală 615 familii cu 2.551 credincioși.
În anul 1947, preotul Nicolae Pentelescu a înființat corul mixt al Bisericii „Nașterea Maicii Domnului”. În timpul păstoririi preotului paroh Valerian Ghenghea (1947-1984) a fost tencuită și zugrăvită biserica parohială, a fost înlocuită învelitoarea din draniță cu una din tablă vopsită, a fost renovată catapeteasma și s-a realizat un gard nou în jurul bisericii. De asemenea, s-a început construcția unei clopotnițe și a unui praznicar, care au fost finalizate de succesorul său, preotul Vasile Greșanu (1984-1994).
Parohul Teodor Giosan a renovat biserica, pictând-o și înzestrând-o cu obiectele de cult necesare, cu sprijinul financiar al enoriașilor și a preotului Axel Baver din Germania. În perioada 2001-2009 preotul Giosan și inginerul Alexandru Șandru-Alboi au construit pe Strada Izvorul Alb o biserică cu hramul „Izvorul Tămăduirii”, care este filie a Parohiei „Nașterea Maicii Domnului”.
În curtea bisericii, înspre sud-vest, au fost amplasate două cruci de piatră și anume:
- o primă cruce s-a ridicat în anul 1901; pe corpul său se află următoarea inscripție: „ACEASTĂ cruce sau făcut spre premărirea lui D-deu de EPITropii sfintei Bisericei acestiea Niculai Vranău, Vasile Tiță, Ion Timu, Niculai Lihaci, Toader Ciupărcă, Ion Alboi, Grigori Nisioi, Ion Liontieș, Scridon Timu, Nicolai Nisioi, Ilie Mândrilă, Chirilă Marticari 1901”;
- a doua cruce s-a ridicat în anul 1956; pe corpul său se află următoarea inscripție: „Ridicati-sa această cruce ân slava lui Dumnezeu de către slujitorii, epitropii și consilierii acestei biserici: pr. Valerian Ghenghea, pr. Nicolae Pentelescu, ca. Gheorghe Prelipcean, epitropii Leon Sfarghieu, Petru Timu, Toader Burduhos, consilieri Ștefan Tudurean, Gheorghe Dominti, Aurel Gînscă, Laurenti Nisioi, Zaharie Gînscă, C-tin Alboi Șandru, Grigorie Țaranu, Niculai Erhan, supl. Moniga Bonifate, «palamar» N-lai Gramadă. Anul D-lui 1956”.

Biserica este înconjurată de un cimitir vechi. În apropierea absidei altarului se află mormintele unora dintre preoții care au slujit la această biserică, iar în apropierea peretelui sud-estic sunt mai multe cruci de piatră ale unor enoriași decedați în secolul al XIX-lea, unele dintre ele având inscripții cu caractere chirilice.

### Preoți slujitori
Cronicile parohiei atestă ca slujitori ai acestei biserici pe următorii preoți parohi:
- Teodor Ianovici – administrator între 2 decembrie 1854 și 20 iulie 1864 și paroh între 20 iulie 1864 și 5 decembrie 1868. S-a născut în 1825 în localitatea Cozmeni (Coțmani) și a fost căsătorit cu Fevronia-Viorica Dașchevici, fiica parohului de la Biserica „Sfântul Nicolae” din Câmpulung. Afectat de moartea soției sale la 19 februarie 1867, în urma unei boli de plămâni, preotul Ianovici s-a îmbolnăvit, fiind înlocuit de preotul George Balmoș (parohul de la Biserica „Sfântul Nicolae”) în perioada 17 februarie - 10 octombrie 1868. A murit la 5 decembrie 1868, în vârstă de numai 45 ani, fiind înmormântat lângă altarul bisericii, alături de soția sa.
- Nicolai Prodanciuc – administrator între 1868 și 1870 și paroh între 20 septembrie 1870 și 2 decembrie 1900. S-a născut în 1839 în cartierul Roșa al orașului Cernăuți și a fost căsătorit cu Melania, fiica parohului Ștefan Constantinovici din Pojorâta. A fost anterior preot cooperator la Vama (11 luni) și la Iacobeni (1866-1868). A păstorit la Capu Satului timp de 32 ani, murind de arteroscleroză la 2 decembrie 1900 și fiind înmormântat lângă altarul bisericii.
- Ion Voloșciuc – administrator parohial între 31 decembrie 1900 și 17 august 1901. S-a născut în 1864 la Rădăuți, a absolvit Facultatea de Teologie din Cernăuți (1890) și s-a căsătorit în 1891 cu Fevronia, fiica preotului Amfilochie Boca din Bucșoaia. A fost preot cooperator la Biserica „Adormirea Maicii Domnului” din Câmpulung (1898-1900), unde slujea ca paroh socrul său, apoi administrator parohial la Biserica „Nașterea Maicii Domnului” (31 decembrie 1900 - 14 august 1901), după care a fost numit preot cooperator și catihet la școlile poporale și la Școala de Lemnărit din Câmpulung. În perioada 1908-1910 a fost administrator parohial la Biserica „Adormirea Maicii Domnului” din Câmpulung.

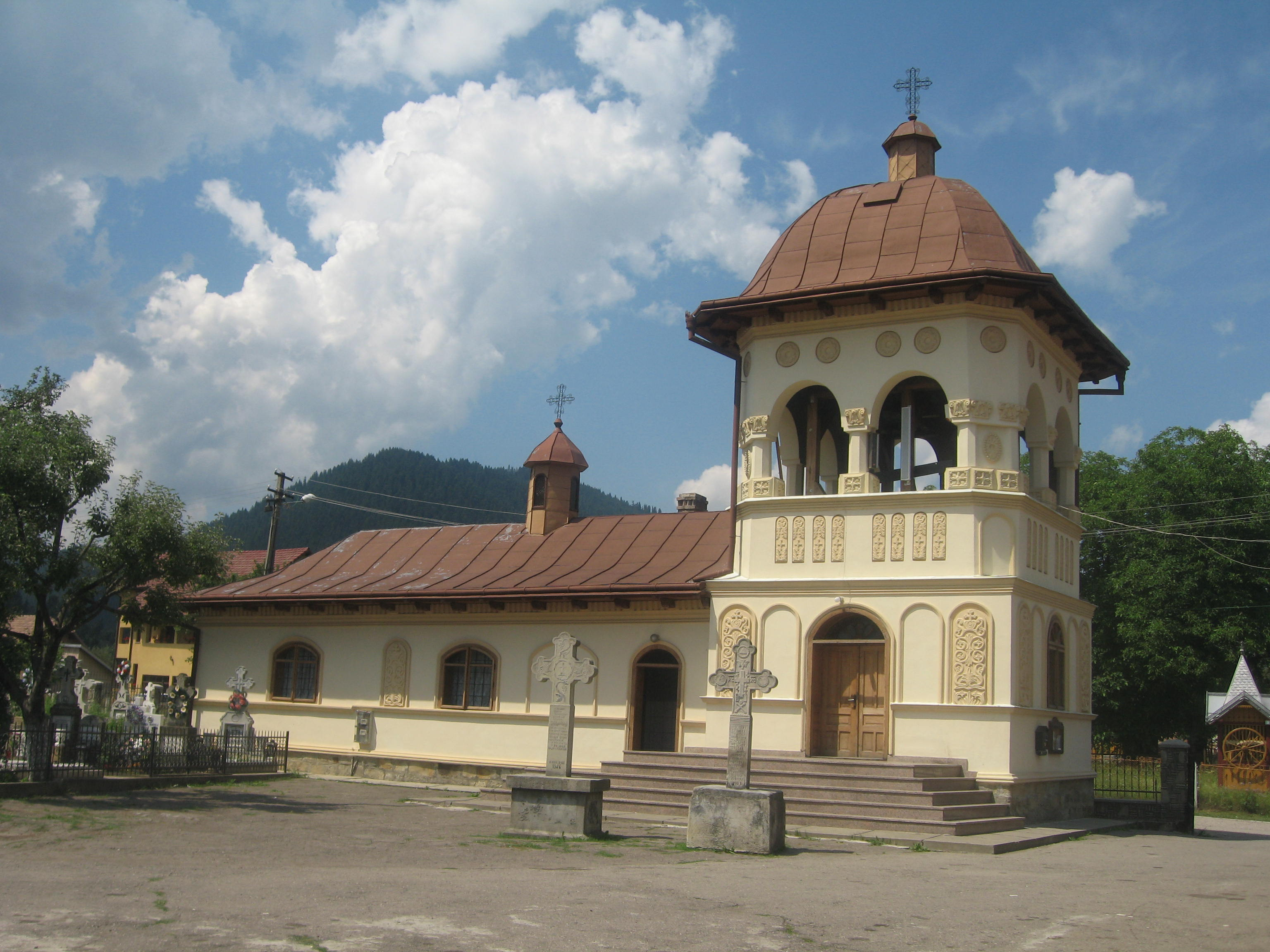
Turnul clopotniță și praznicarul

- Gheorghe Luția – paroh din 14 august 1901 până la 5 mai 1933. S-a născut la 28 aprilie 1863 la Horodnic de Jos, a absolvit Facultatea de Teologie din Cernăuți și a obținut titlul de doctor în teologie (1891). A activat apoi ca preot catihet la școlile din Rădăuți (1891-1901), apoi a slujit ca paroh la Biserica „Nașterea Maicii Domnului” din Câmpulung (1901-1933). A păstorit la Capu Satului timp de 32 ani, murind de pneumonie la 5 mai 1933 și fiind înmormântat lângă altarul bisericii.
- Arsenie Fărtăiș – paroh din anul 1933 până la 1 decembrie 1947. S-a născut în anul 1883 în comuna Zaharești. A absolvit Facultatea de Teologie din Cernăuți, fiind hirotonit ca preot în 1910, după care a slujit ca preot în mai multe localități. În 1933 a fost transferat din funcția de paroh al Bisericii „Sfântul Gheorghe” din Sadova în cea de paroh al Bisericii „Nașterea Maicii Domnului” din Câmpulung. A slujit la Capu Satului până la 1 decembrie 1947, când s-a pensionat. A decedat în 1958 la București și a fost înmormântat în Cimitirul Reînvierea.
- Valerian Ghenghea – paroh între anii 1947 și 1984. S-a născut la 22 mai 1906 în comuna Mănăstirea Humorului. A absolvit Facultatea de Teologie Ortodoxă din Cernăuți (1934) și a slujit ca preot cooperator la Cârlibaba (1935-1940) și la Biserica „Nașterea Maicii Domnului” din Câmpulung (1940-1947), precum și ca profesor de religie la Școala din Capu Satului (1940-1947). După pensionarea la 1 decembrie 1947 a parohului Arsenie Fărtăiș, preotul Valerian Ghenghea a devenit noul paroh, îndeplinind aceste atribuții până în 1984. În paralel, a ocupat și funcția de protopop de Câmpulung Moldovenesc (1967-1978). A murit la 8 iulie 1992 și a fost înmormântat lângă altarul bisericii.
- Vasile Greșanu – paroh între anii 1984 și 1994. S-a născut la 26 decembrie 1925 în orașul Fălticeni și a absolvit Facultatea de Teologie din Sibiu. În primii ani de după război a lucrat ca planificator și pedagog. A fost hirotonit preot în 1955, după ce s-a căsătorit, fiind trimis ca preot în parohiile misionare, foste greco-catolice, din Săcel-Turda (1955-1959) și Moisei (1959-1963), apoi la Humoreni (1963-1967), la Biserica „Nașterea Maicii Domnului” din Câmpulung (1967-1969) și la Moldovița (1969-1977). În anul 1977 a fost transferat la cerere ca preot la Biserica „Nașterea Maicii Domnului” din Câmpulung, unde a slujit până în 1994. După pensionarea preotului Valerian Ghenghea, a devenit paroh îndeplinind aceste atribuții în perioada 1984-1994. S-a pensionat în vara anului 1994 și a decedat la 16 august 1999.
- Teodor Giosan – paroh din anul 1994. S-a născut la 14 septembrie 1956 în orașul Câmpulung Moldovenesc și a absolvit Institutul Teologic Universitar din București (1982). A activat ca inspector în comisia de pictură bisericească din cadrul Administrației Patriarhale (1982-1983), apoi ca preot la Biserica „Nașterea Maicii Domnului” din Câmpulung (din 1984). După pensionarea preotului Vasile Greșanu (1994), a devenit paroh, fiind primul paroh autohton din ultimii 150 de ani. În paralel, a activat ca profesor de religie la Școala Generală nr. 2 „George Voevidca” din Capu Satului (1990-1998) și la Colegiul Militar „Ștefan cel Mare” din Câmpulung (1998-2004) și consilier municipal (1992-2004). Împreună cu inginerul Alexandru Șandru-Alboi, a ctitorit Biserica „Izvorul Tămăduirii” (2001-2009).

Pe lângă preoții parohi, în anumite perioade au activat și preoți cooperatori (de ajutor) printre care se află următorii: Valerian Ghenghea (1940-1947), Nicolae Pentelescu (1947-1957), Ioan Sologiuc (1959-1976), Vasile Greșanu (1977-1984), Teodor Giosan (1984-1994), Benone Greșanu (din 1994) și Constantin Norocel (din 2004).

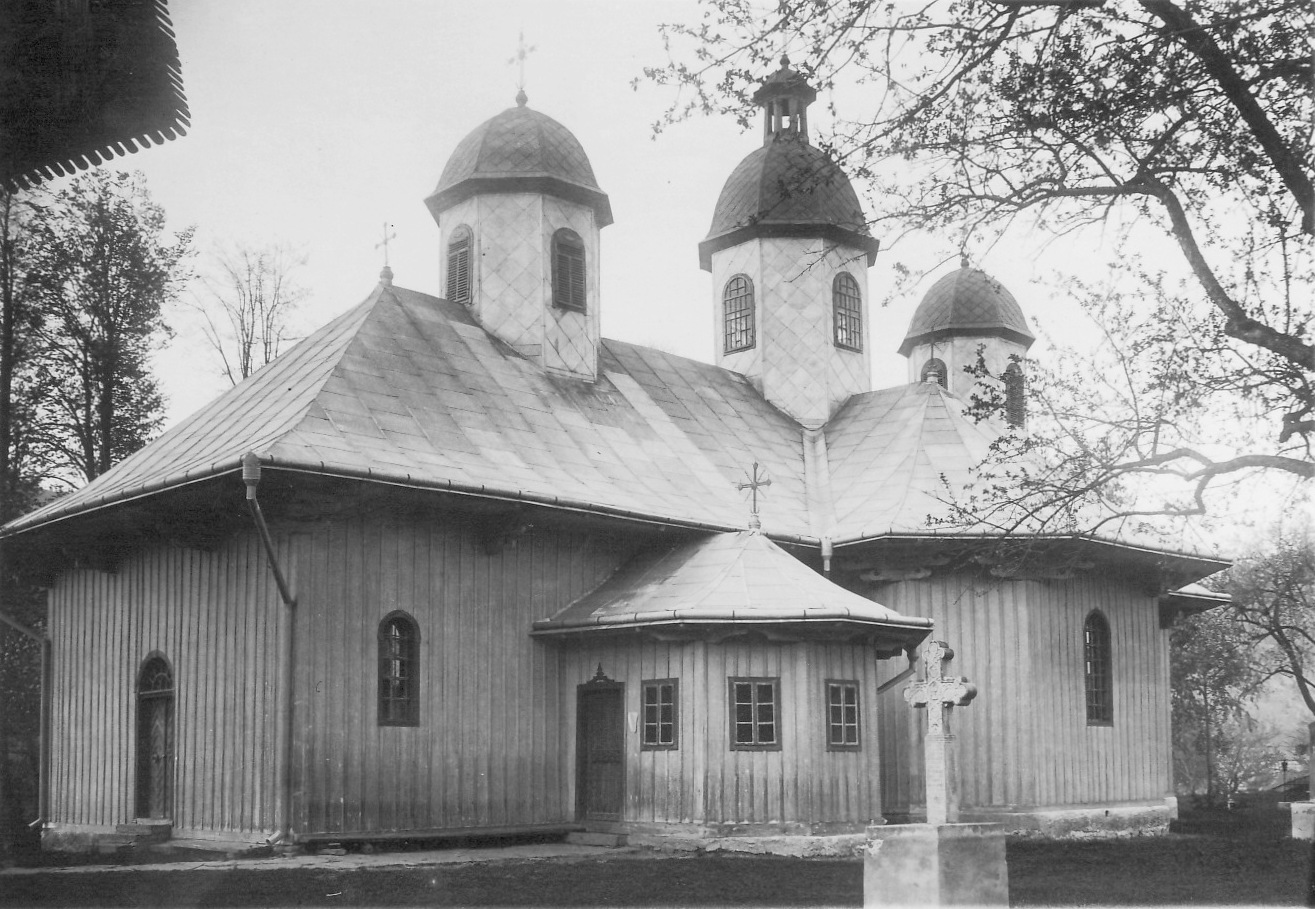
Biserica în perioada interbelică

## Arhitectura bisericii
Biserica de lemn din Câmpulung Moldovenesc este construită în totalitate din bârne de brad. Ea se sprijină pe un soclu din piatră de râu. Pentru a proteja edificiul de intemperii, pereții din bârne au fost placați cu scânduri ignifugate. Edificiul are un acoperiș din tablă vopsită în culoarea portocalie, cu trei turle octogonale deasupra altarului, naosului și pronaosului. Crucile de pe turle sunt înfipte în câte o semilună, ca simbol al luptei românilor împotriva turcilor.
Monumentul are formă de cruce (plan triconc), cu absidele laterale și absida altarului de formă poligonală. Lăcașul de cult este prevăzut cu trei uși: una pe latura de vest, una pe latura vestică a pridvorului și alta în peretele sudic al altarului.
În interior, biserica este împărțită în patru încăperi: pridvor, pronaos, naos și altar. Pridvorul are formă poligonală și a fost atașat pe latura sudică a pronaosului, având o intrare separată de cea în pronaos.
Catapeteasma este sculptată în lemn și bogat ornamentată, având o zugrăveală foarte frumoasă. Ea a fost confecționată înainte de anul 1845, fiind dăruită bisericii de către Ion Dominte Șalvar și soția sa, originară din Fundu Moldovei.

## Imagini

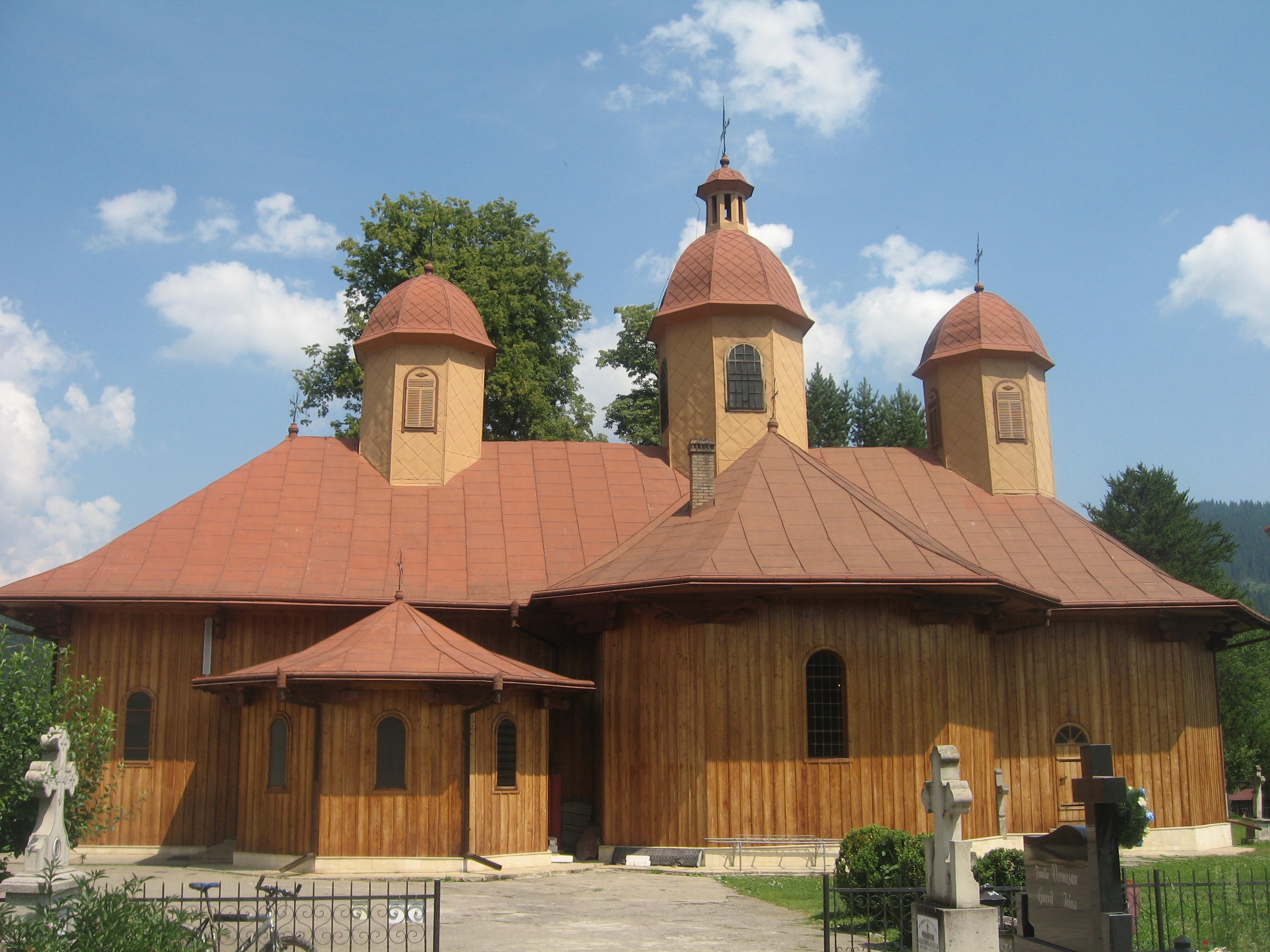
Biserica pe latura sudică
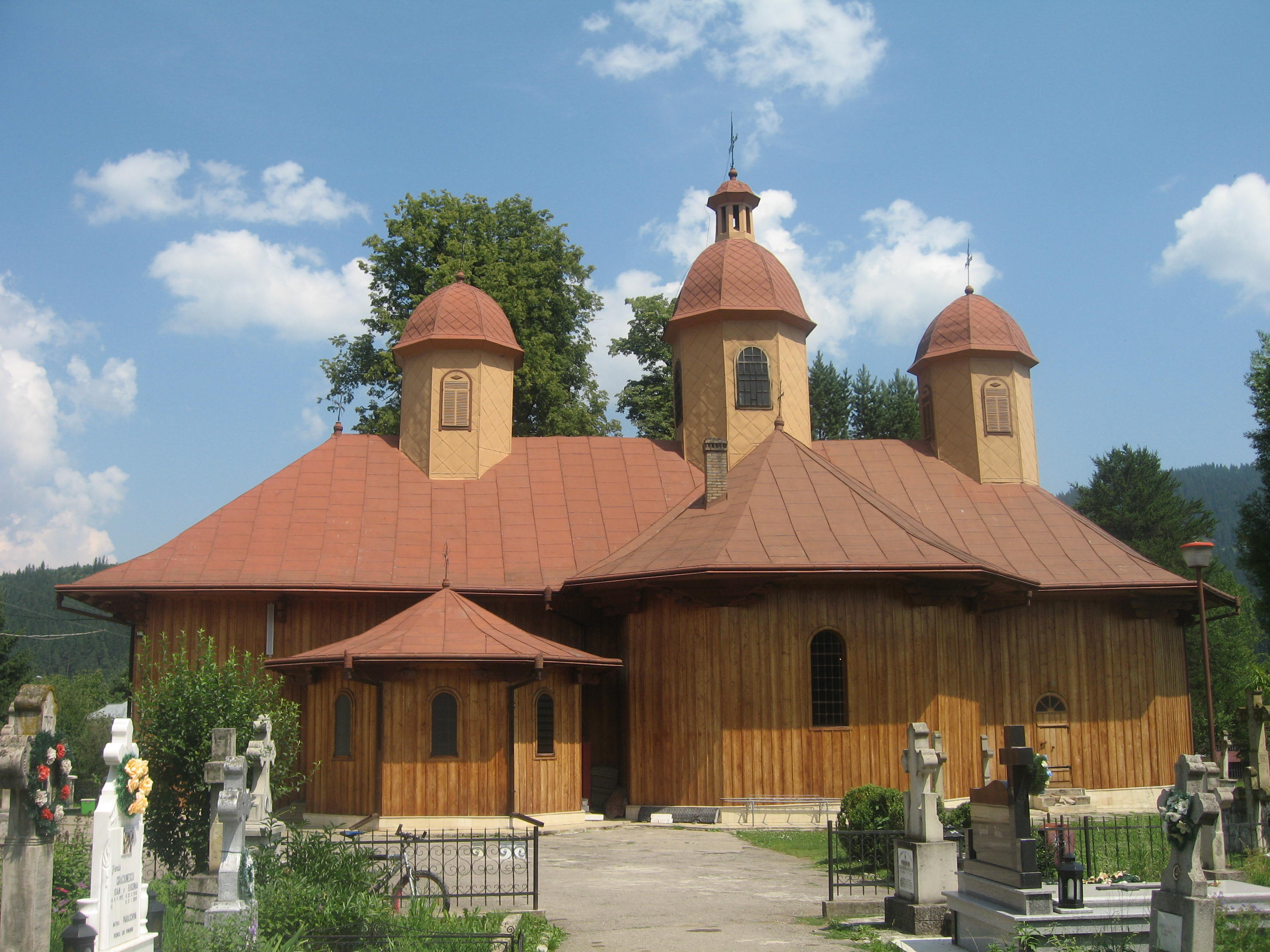
Biserica pe latura sudică
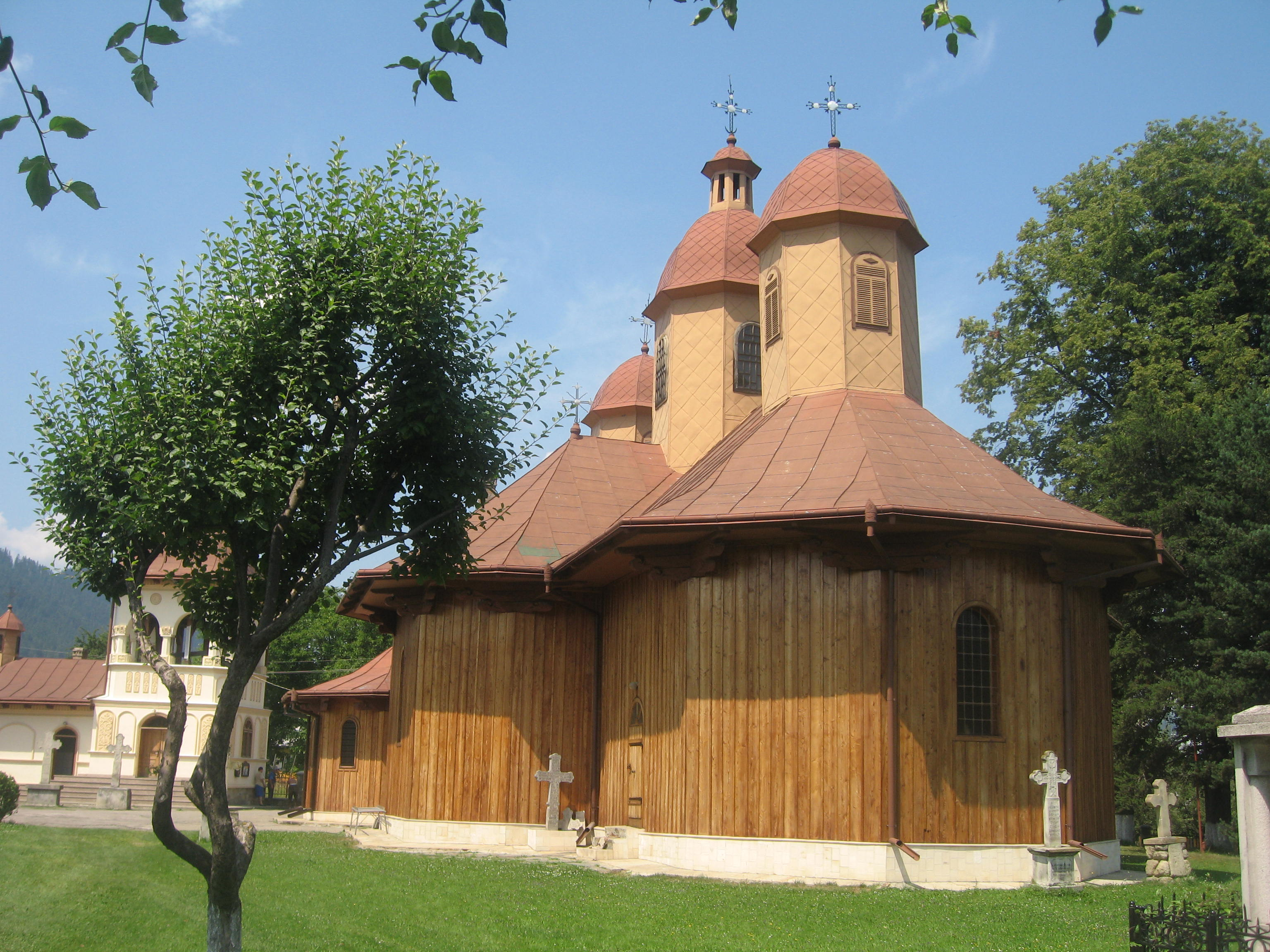
Biserica pe latura sud-estică
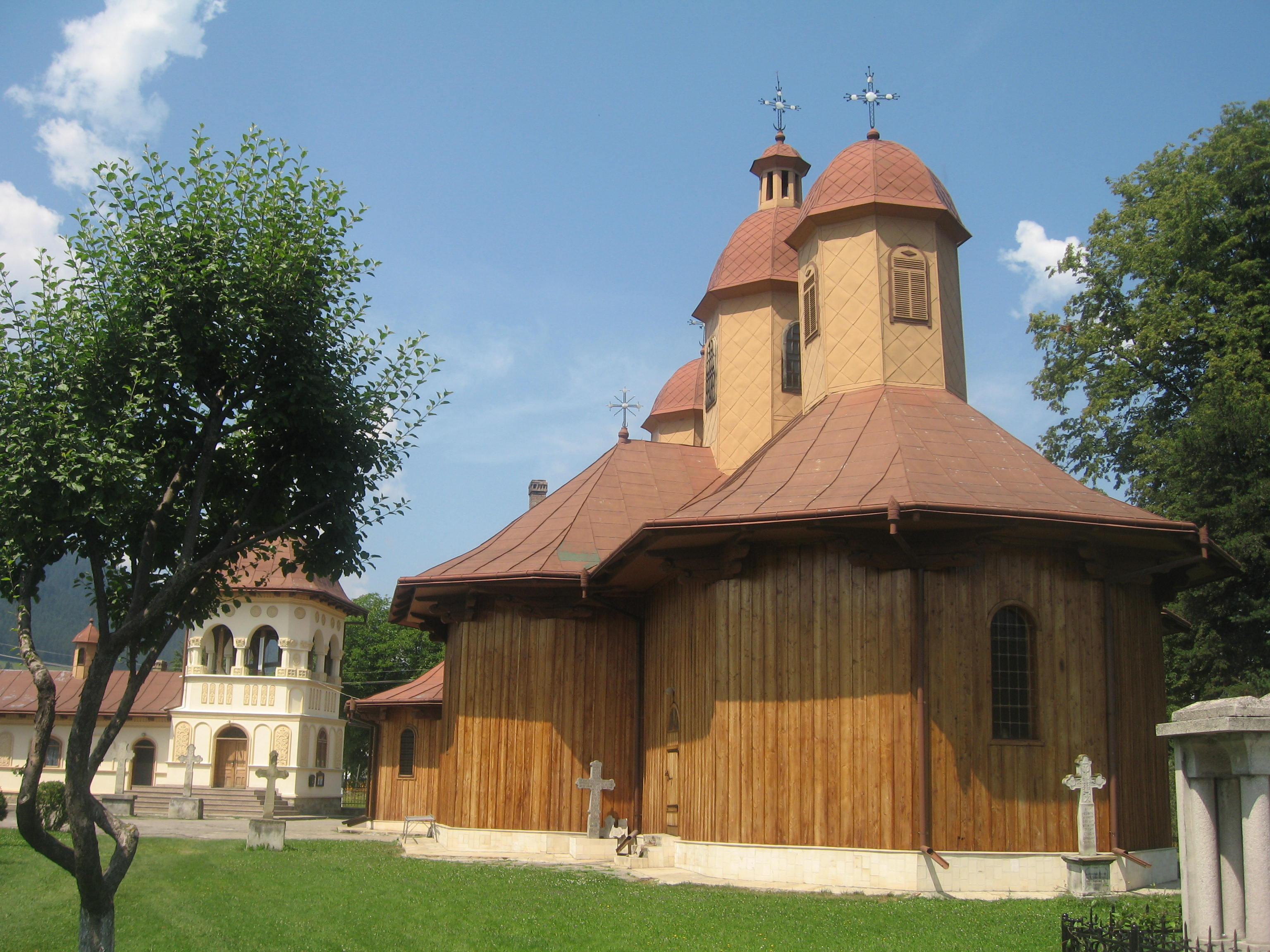
Biserica pe latura sud-estică
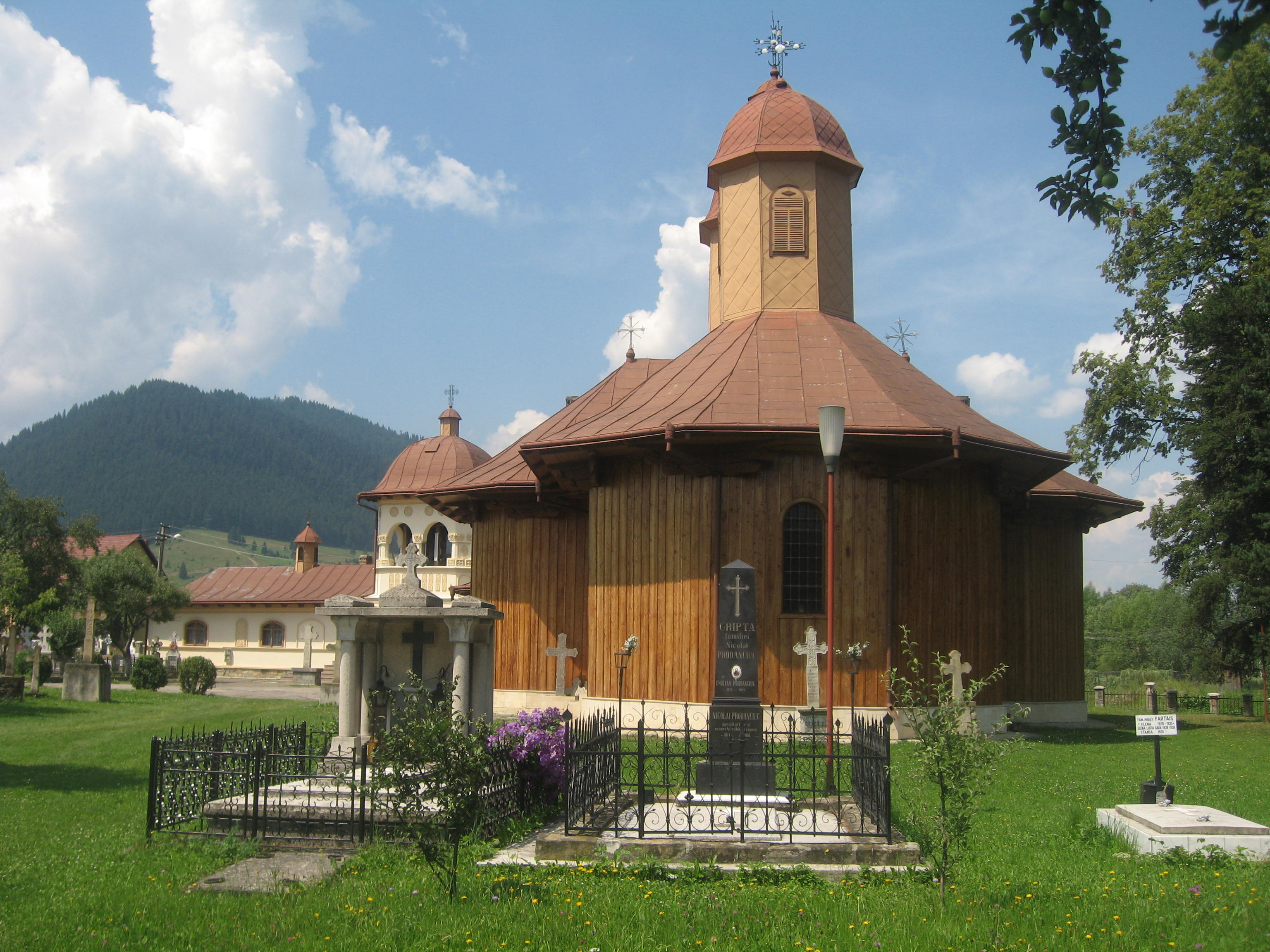
Biserica pe latura estică
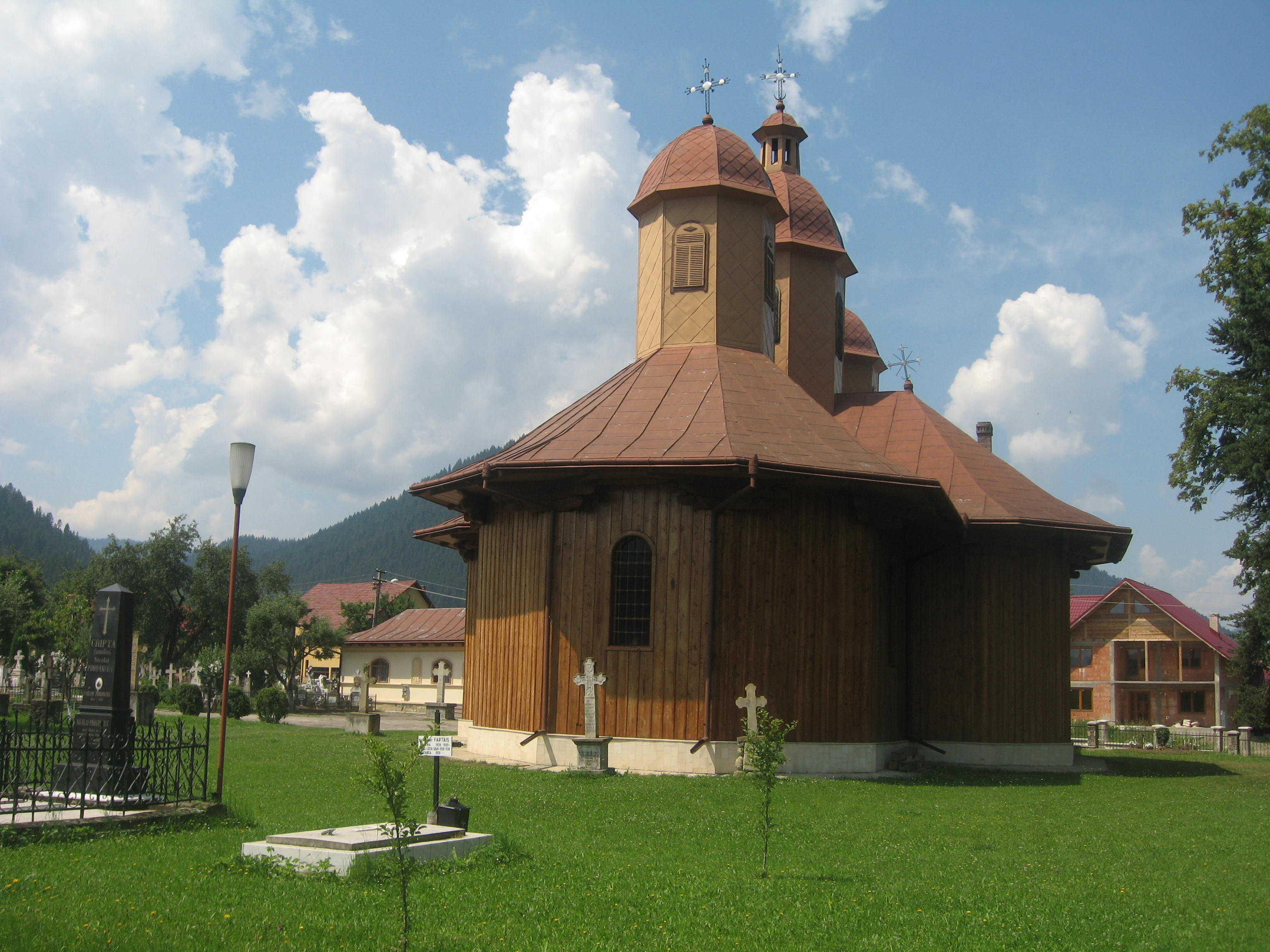
Biserica pe latura nord-estică
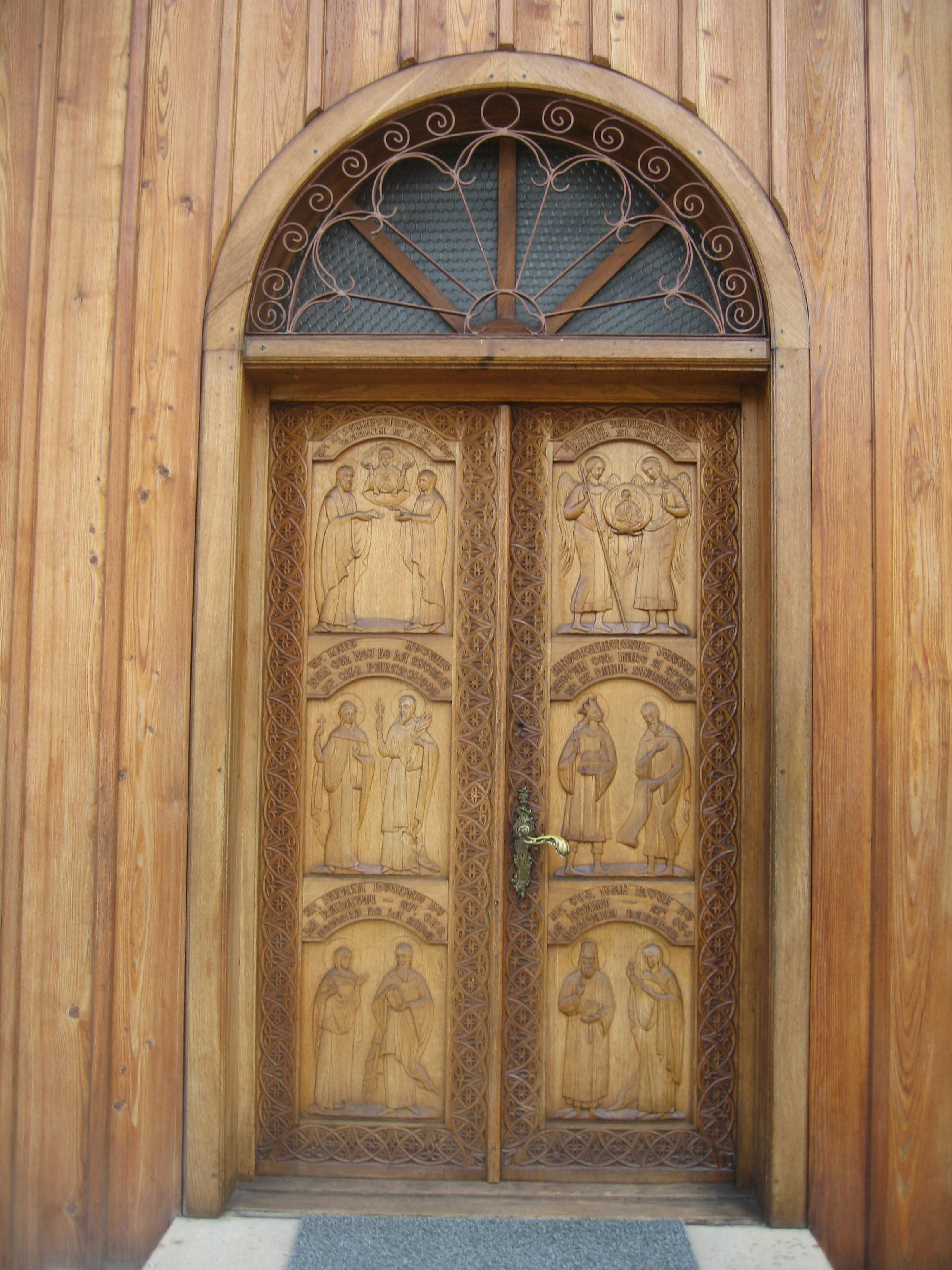
Ușa de intrare de pe latura vestică
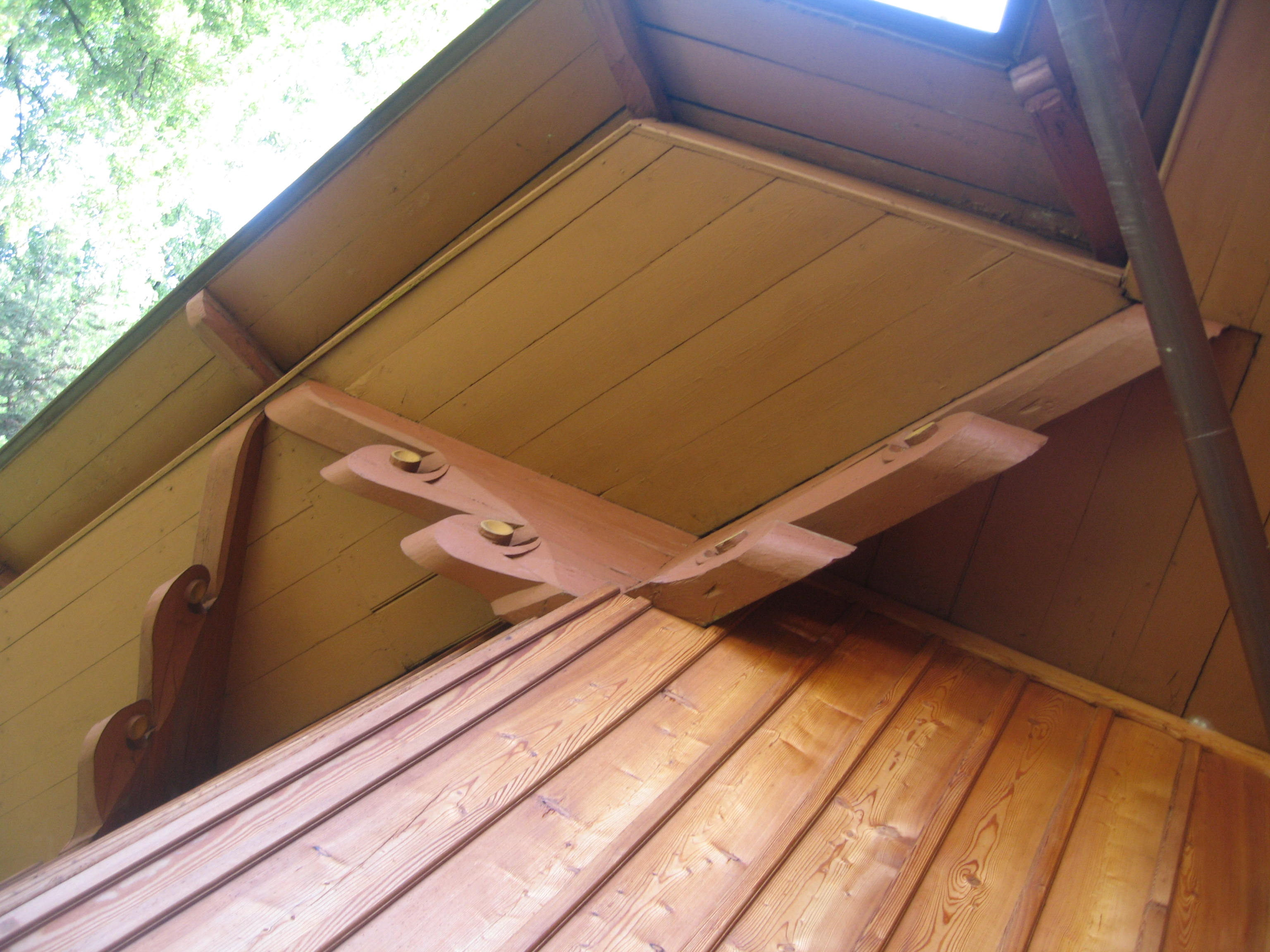
Console
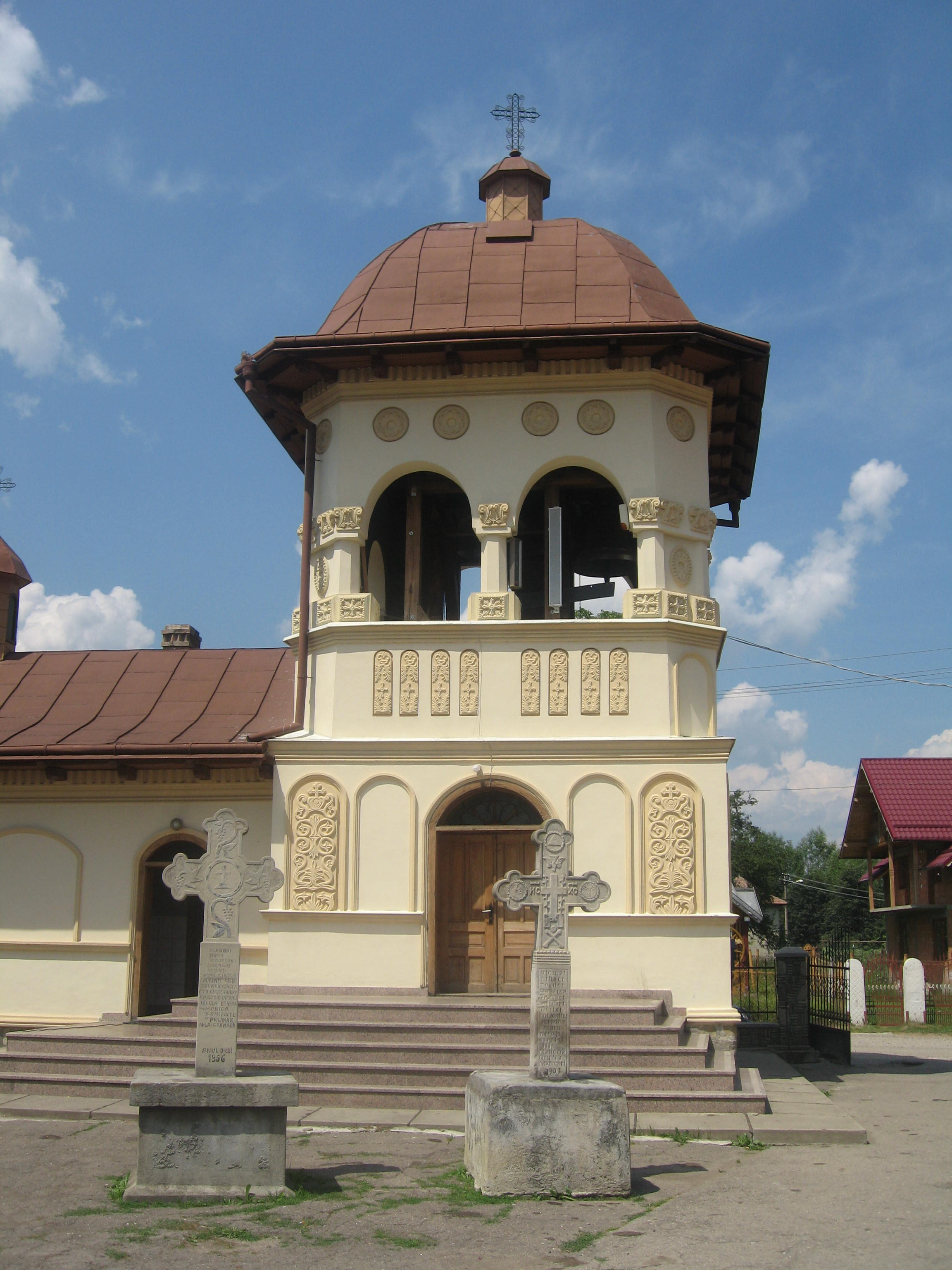
Turnul clopotniță
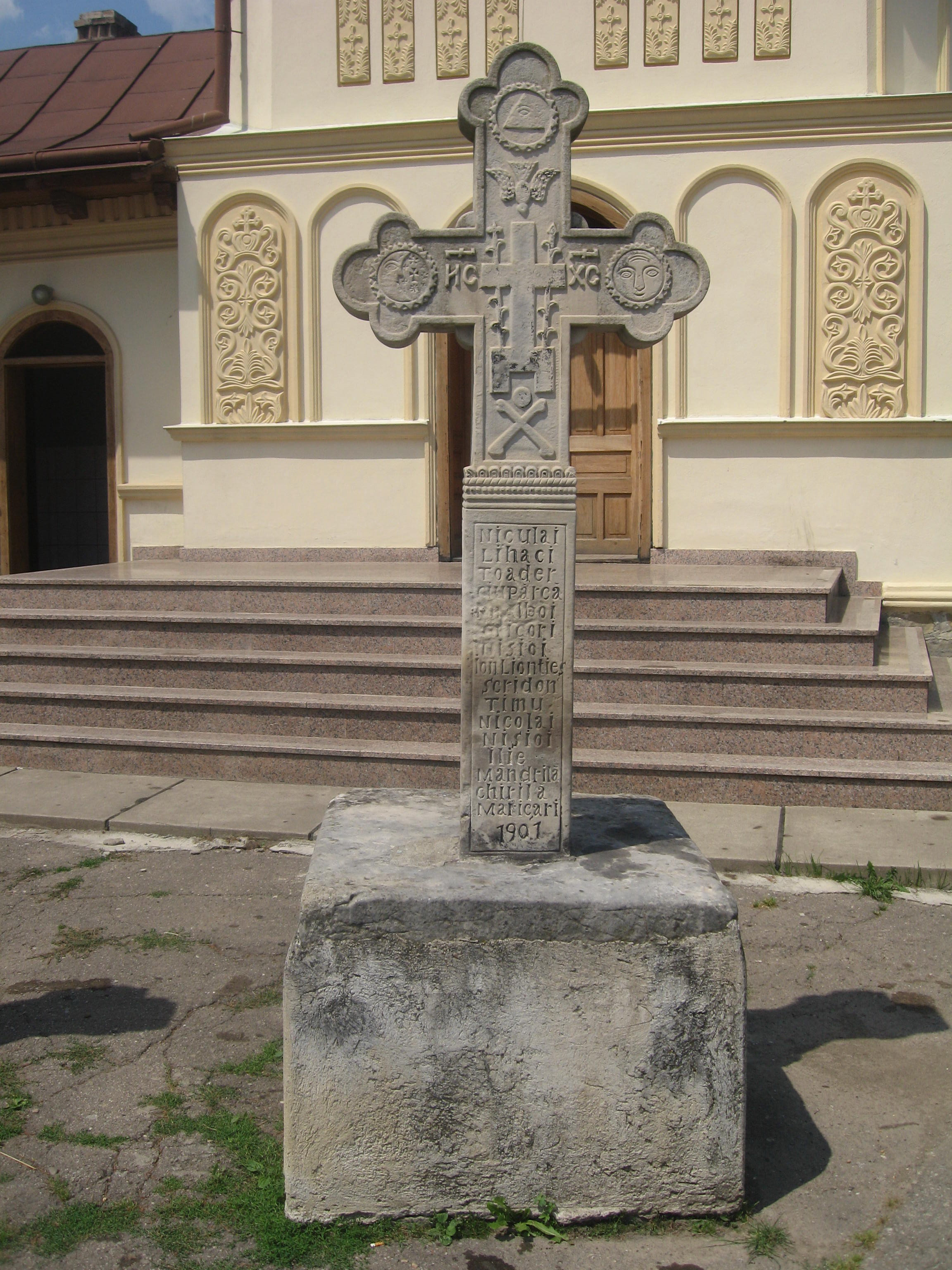
Cruce de piatră amplasată în curtea bisericii în anul 1901
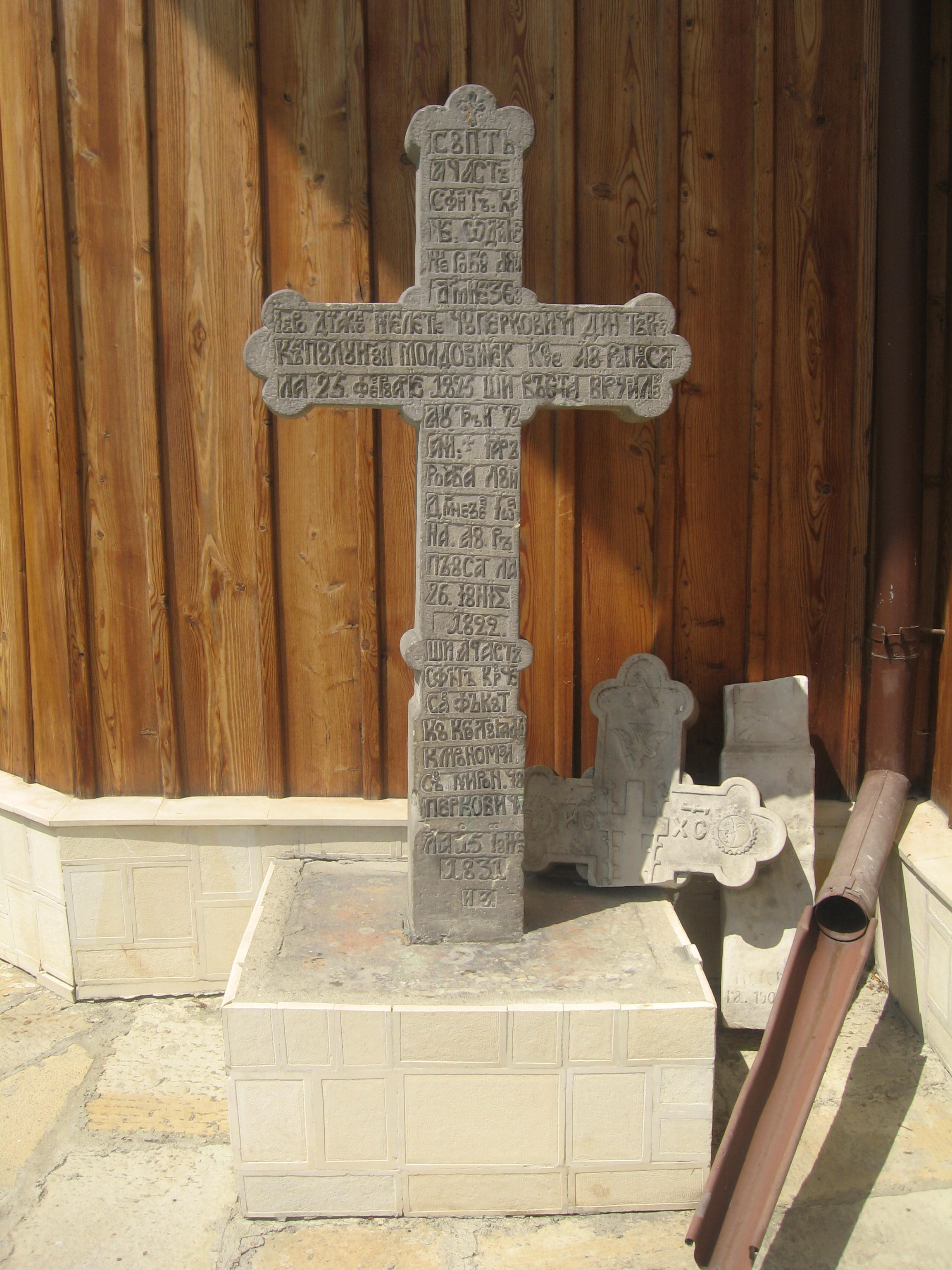
Mormântul ierodiaconului Meletie Ciupercovici (1755-1825); crucea de piatră a fost ridicată în anul 1831
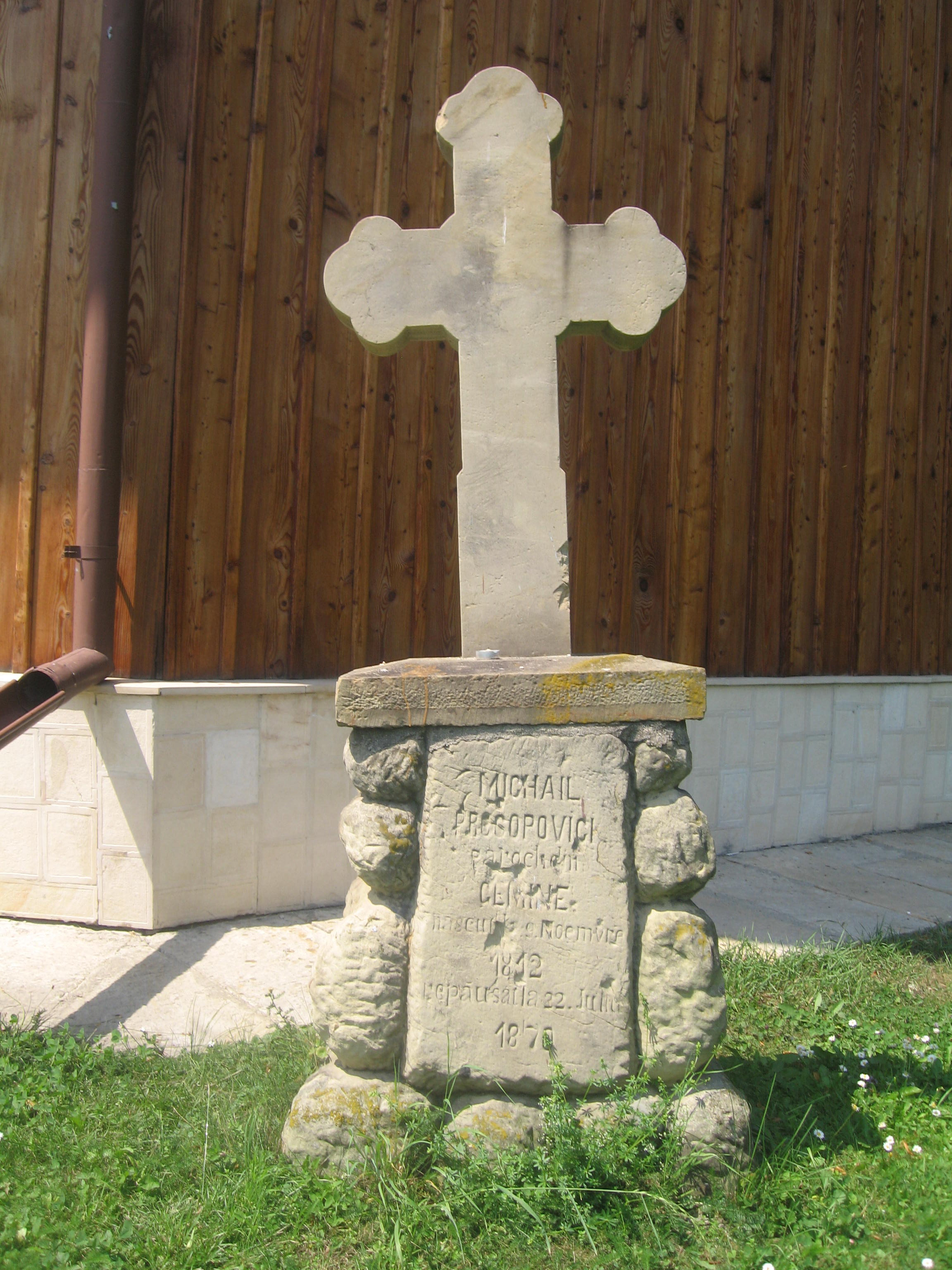
Mormântul preotului Michail Procopovici (1812-1870)
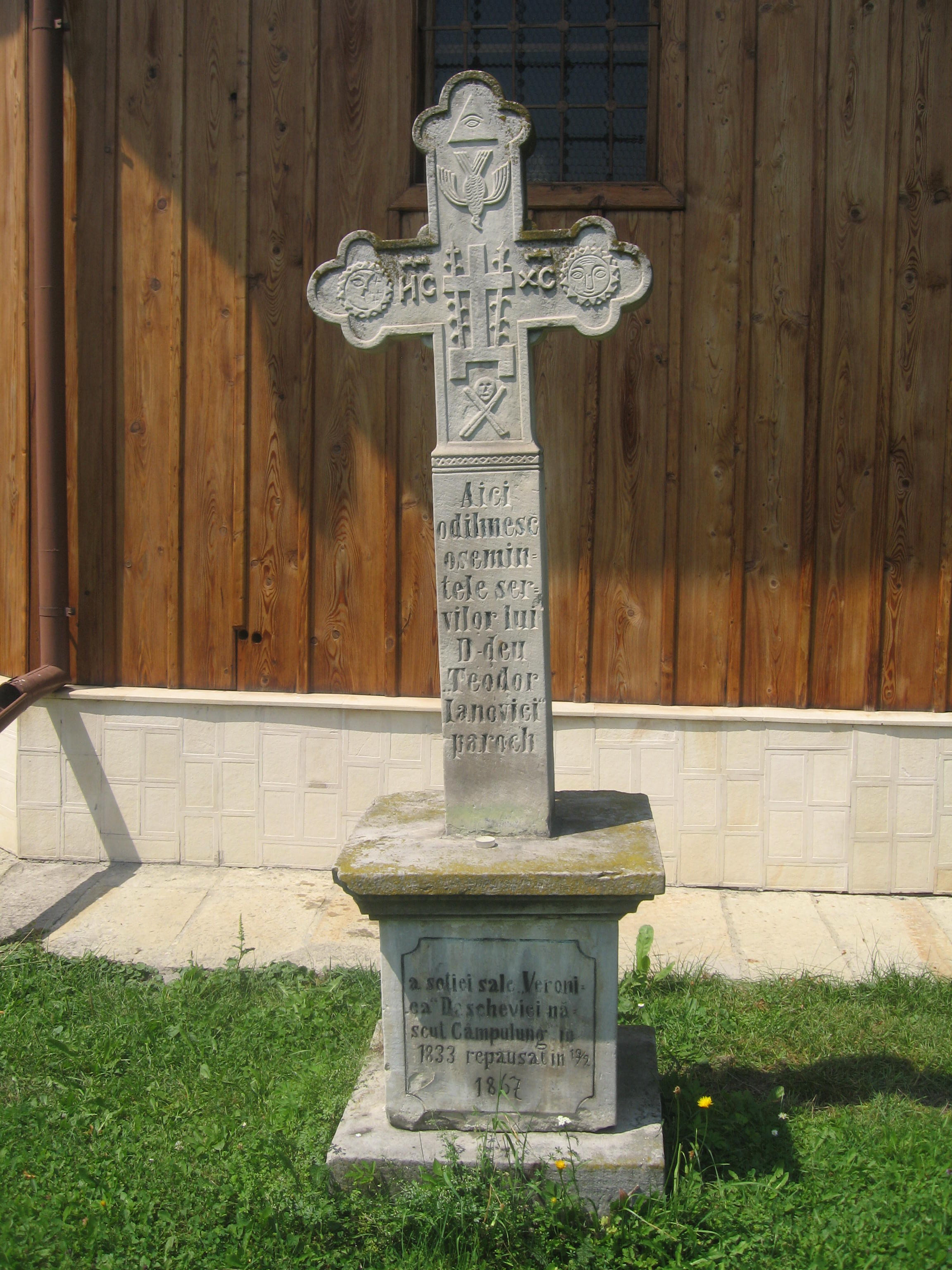
Mormântul preotului Teodor Ianovici (1825-1868)
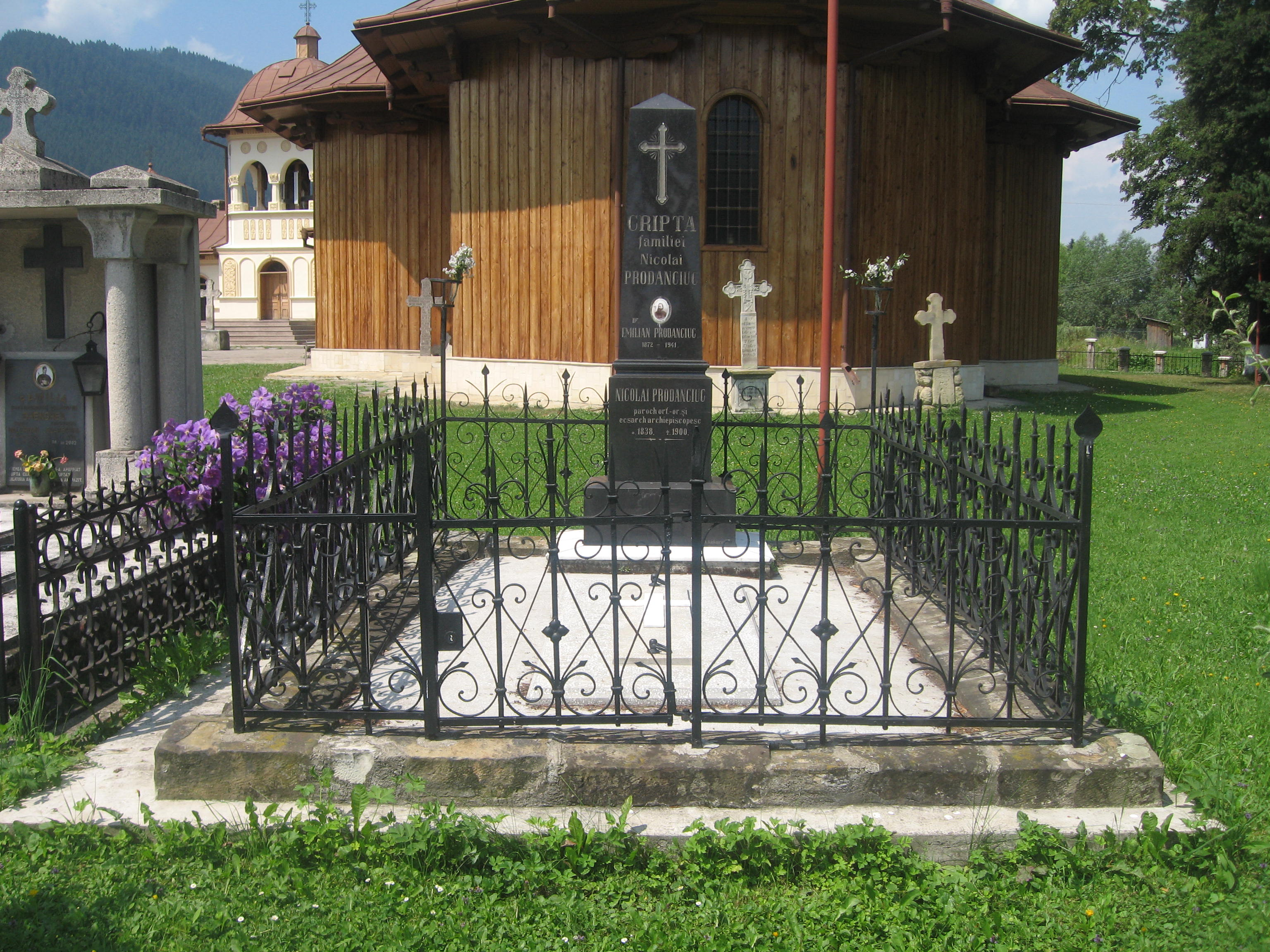
Mormântul familiei preotului Nicolai Prodanciuc
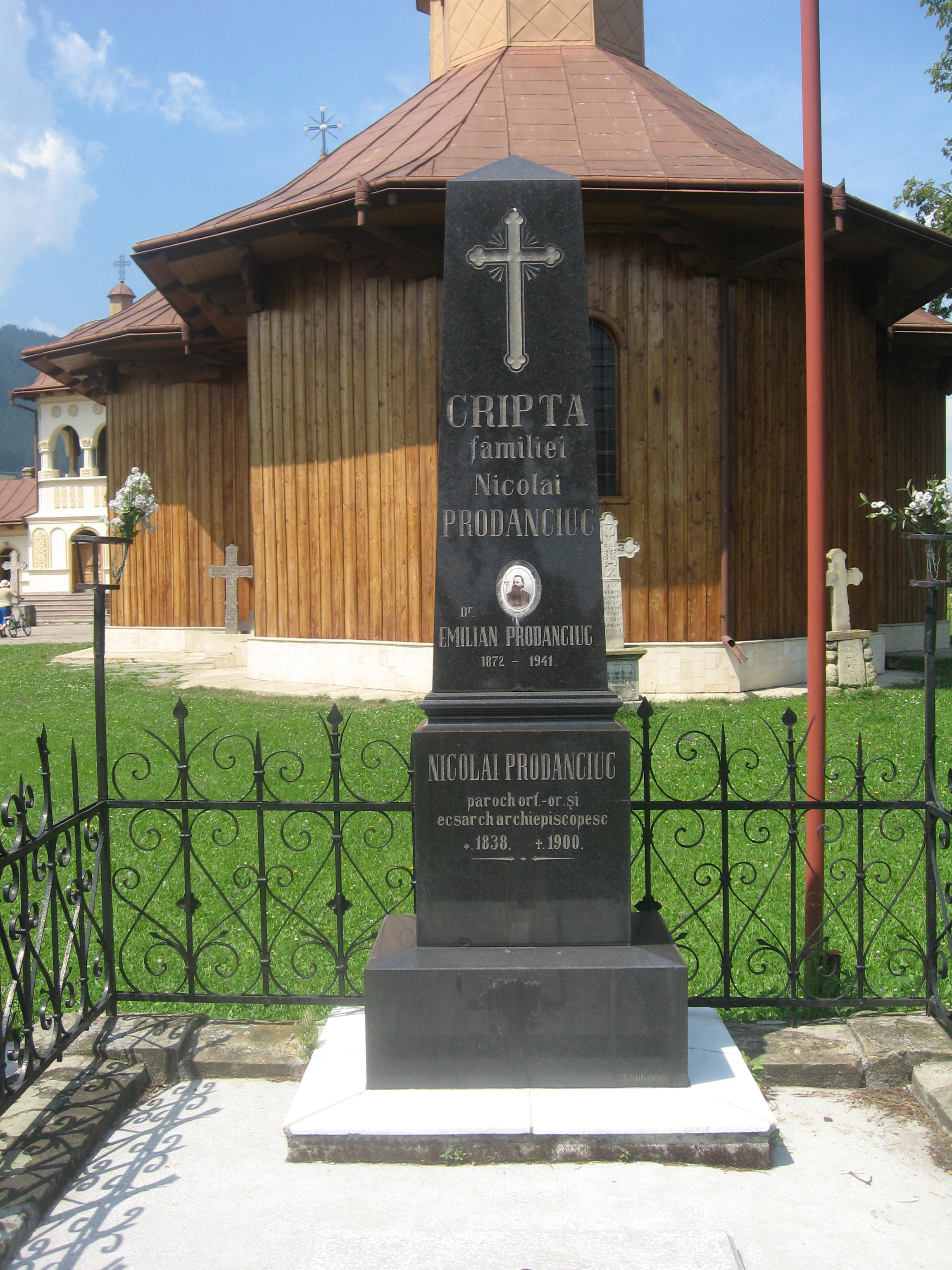
Mormântul preotului Nicolai Prodanciuc (1838-1900)
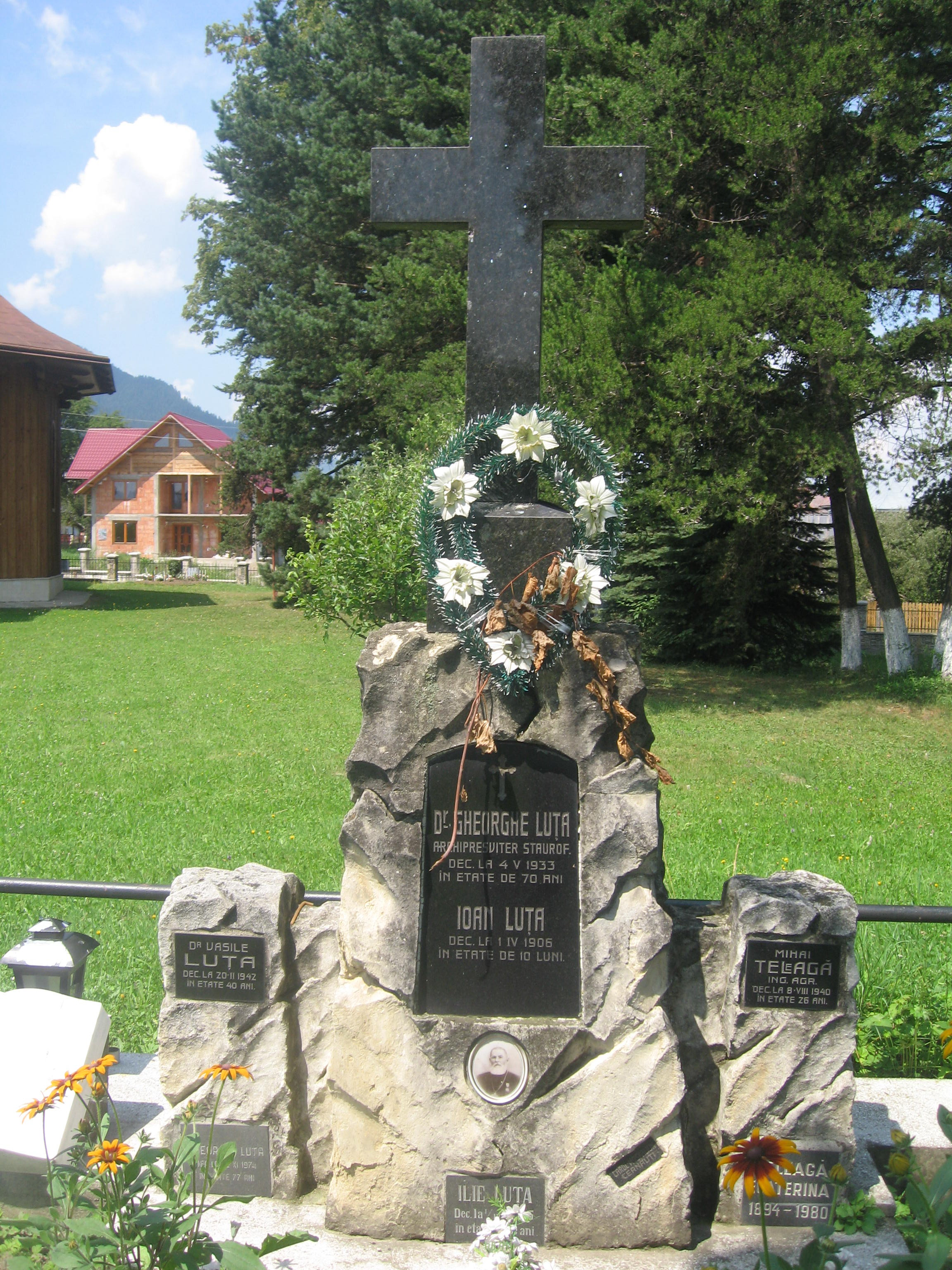
Mormântul preotului Gheorghe Luția (1863-1933)